# Abdón Castro Tolay
Abdón Castro Tolay è un comune dell'Argentina, appartenente alla provincia di Jujuy, nel dipartimento di Cochinoca.
In base al censimento del 2001, nel territorio comunale dimorano 229 abitanti, con un aumento del 15,8% rispetto al censimento precedente (1991). Di questi abitanti, il 51,10% sono donne e il 48,90% uomini.
La città fu fondata nell'ottobre 1919 e deve il suo nome ad un maestro di scuola che dedicò tutta la sua vita alla piccola comunità.